# Armando Robles Godoy
Armando Robles Godoy (Nueva York, 7 de febrero de 1923-Lima, 10 de agosto de 2010) fue un cineasta, escritor y periodista estadounidense - peruano. Fue el primer cineasta peruano en alcanzar reconocimiento internacional con sus filmes y en lograr elevar la calidad artística y técnica de estos en su país. Una de sus películas, Espejismo fue nominada al Globo de Oro a la mejor película en lengua no inglesa.

## Biografía
Fue hijo del compositor y musicólogo huanuqueño Daniel Alomía Robles y de la cubana Carmela Godoy. Nació en Nueva York el 7 de febrero de 1923 y se mudó al Perú en 1933, con 10 años. Estudio la secundaria en el internado del colegio Santa Rosa de Chosica, regentado por religiosos agustinos.
Empezó estudios de Medicina en la Universidad de San Marcos, trasladándose luego a la Facultad de Letras, estudios que no llegó a concluir. Entre 1949 y 1957 se traslada a la selva peruana para emprender una aventura como colono en la localidad de Tingo María. Dicha experiencia sería fuente de inspiración para algunas de sus más importantes obras literarias y cinematográficas posteriores.  Desde la selva empezó a participar y ganar importantes premios en diferentes concursos de teatro y cuento, como los organizados por el diario La Prensa en 1953.
En 1956 regresa a Lima y en 1958 empieza su carrera periodística en el mismo diario que lo había premiado anteriormente por sus cuentos «Los tres caminos» y «En la selva no hay estrellas». En 1961 empezó a publicar artículos sobre cine en el suplemento dominical de La Prensa, su columna se llamó 7 Días del Perú del Mundo.
En 1964 Robles Godoy inicia su carrera cinematográfica con la película Ganarás el pan, la misma que le sirvió como escuela para aprender el oficio de la realización cinematográfica. Sus tres largometrajes posteriores, En la selva no hay estrellas (1967), La muralla verde (1970) y Espejismo (1972), son las primeras películas peruanas que lograron obtener premios internacionales. Robles Godoy fue el primer cineasta peruano en entender el cine como una forma expresiva artística y personal. Su obra, llena de simbolismos y metáforas, emplea una narración temporal fragmentada por flashbacks, uno de sus recursos expresivos favoritos. Su principal influencia fue la película sueca La señorita Julia de Alf Sjöberg.
En 1966, fundó la primera academia-taller de cine en el Perú que con algunos cambios de nombre y locales subsistió hasta 1997. La labor pedagógica de Robles Godoy ha sido de gran importancia en la formación de varias generaciones de cineastas peruanos.
Su mérito como pionero en la realización y docencia cinematográfica también se extiende al ámbito de las leyes, ya que fue promotor de la primera ley de cine orientada a la producción y exhibición de cortometrajes en el Perú (1972 -1992), así como de la siguiente ley que a partir de 1994 se encuentra vigente.
Como escritor publicó dos novelas, Veinte casas en el cielo y El amor está cansado, y las colecciones de cuentos La muralla verde y otras historias, Un hombre flaco bajo la lluvia y 12 cuentos de soledad. Ha sido finalista en múltiples ocasiones de las bienales de cuento Premio Copé y fue ganador del tercer y el segundo premio por sus cuentos «Tercer acto» (1981) y «Elipsis» (1998) respectivamente.
Entre 1995 y el 2003 regresó al periodismo escribiendo una columna titulada «Lenguaje Misterioso» en el Suplemento Dominical del diario El Comercio. A fines de los 90 también fue conductor del programa televisivo de entrevistas Patio de Letras emitido a través de Canal N de Lima.

### Muerte
Fue internado el 26 de julio de 2010 en el hospital Casimiro Ulloa de Miraflores, tras deteriorarse su salud a raíz de un atropello vehicular. El 31 de julio de 2010 fue trasladado a la Unidad de Cuidados Intensivos del Hospital Edgardo Rebagliati Martins de EsSalud en Lima por orden expresa del entonces presidente Alan García. El estado del director fue crítico por el cuadro de anemia severa y el traumatismo a causa del atropello, también presentó neumonía, así como insuficiencia renal y hepática. El 6 de agosto de 2010 la salud del cineasta Armando Robles Godoy registró una notable mejora, respiraba por sí mismo, se comunicaba sin dificultad y la neumonía que presentó estaba siendo controlada. Sin embargo, su salud recayó y falleció el 10 de agosto al mediodía. Sus restos fueron cremados al día siguiente en el Cementerio Mapfre-Huachipa.[cita requerida]

## Filmografía
Escribió y dirigió seis largometrajes:
- Ganarás el pan (1964)
- En la selva no hay estrellas (1967) Medalla de Oro Festival Internacional de Cine de Moscú
- La muralla verde (1970) Hugo de Oro Festival de Chicago
- Espejismo (1972) Hugo de Oro Festival de Chicago. Nominación al Globo de Oro a la Mejor película extranjera.
- Sonata soledad (1987)
- Imposible amor (ésta, terminada en agosto de 2003, es el primer largometraje peruano grabado en sistema digital)[9]

Además, realizó 25 cortometrajes y una telenovela de 100 capítulos -Los recién llegados-, que fue prohibida en el Perú por la dictadura militar de Juan Velasco Alvarado.[cita requerida]

## Obra narrativa[10]
- Veinte casas en el cielo (1962); novela
- La muralla verde: y otras historias (1971); cuentos
- El amor está cansado (1976); novela
- Un hombre flaco bajo la lluvia. Doce cuentos de soledad (2004); cuentos